# Veslemøy Narvesen
Veslemøy Narvesen, född 1997 i Kristiansand, är en norsk jazzmusiker och kompositör. Hon spelar i huvudsak trummor, bland annat i banden Kongle Trio, KALLE, Ladybird Orchestra, Dafnie och Mall Girl. Hon ble utsedd till Årets Usbl Jazztalent 2020 och blev utsedd till "årets unge jazzmusikere" 2020 tillsammans med Kongle Trio.

## Diskografi
- We Don't Imagine Anymore (LP, 2023)[8]